# 143 a. C.
El año 143 a. C. fue un año del calendario romano prejuliano. En el Imperio romano, fue conocido como el año 611 Ab Urbe condita.

## Acontecimientos
- Desde este año, y hasta el 141 a. C., los cónsules Quinto Cecilio Metelo Macedónico (Hispania Citerior) y Quinto Fabio Máximo Serviliano (Hispania Ulterior) gobiernan Hispania.
- Comienzo de la tercera guerra celtíbera o guerra numantina. Serviliano hace la paz con Viriato. Mientras en el combate en la Celtiberia citerior y en territorio vacceo.[1]